# Chondrillida
Chondrillida (лат.) — отряд губок из класса обыкновенных губок (Demospongiae).

## Описание
Губки (Verongimorpha), у которых скелет может отсутствовать, а если присутствует, то состоит из узловатых спонгиновых волокон или астровидных микросклер. У Halisarcidae скелет, если развит, имеет только фибриллярный коллаген, высокоорганизованный в эктосоме. У Chondrillidae у которых скелет также может отсутствовать, а если присутствует, то состоит из узловатых спонгиновых волокон или астеровидных микросклер.

## Классификация
Включает более 40 видов. По состоянию на август 2023 года признаны 2 семейства. Предшественник Chondrillida отряд Chondrosida был установлен для уникального семейства Chondrillidae (Boury-Esnault and Lopès 1985). Затем он включал два семейства: Chondrillidae (с четырьмя принятыми родами — Chondrilla, Chondrosia Nardo, 1847, Thymosia Topsent, 1895 и Thymosiopsis Vacelet and Perez, 1998) и позднее добавленное однородовое семейство Halisarcidae (Ereskovsky et al. 2011). Ранее эти 2 семейства включались в другие отряды (разделены в 2015 году): в Chondrosida (Chondrillidae) и в Halisarcida (Halisarcidae).
- Chondrillidae Gray, 1872
- Halisarcidae Schmidt, 1862